# Qui pro quo
Qui pro quo (o anche quid pro quo) è una frase latina che significa "qualcosa al posto di qualcos'altro".

## Origine
Tale locuzione, di origine latina, deriva il suo uso moderno nella lingua italiana dal francese. Nel tardo Medioevo "quid pro quo" era il titolo di una sezione che in alcune compilazioni farmaceutiche includeva i medicamenti che si potevano applicare al posto di altri. Anche il Trésor de la langue française precisa che le espressioni qui pro quod, qui pro quo oppure quid pro quo  venivano usate indifferentemente nella farmacologia medievale "per indicare la sostituzione di un medicamento al posto di un altro".
Nell'italiano colloquiale e letterario, l'espressione è usata nel significato di "malinteso", "equivoco", "scambio di persona o cosa". L'espressione stessa fornisce un chiaro esempio di questo tipo di errori: qui pro quo significa, letteralmente, qui (pronome relativo nel caso nominativo) al posto di quo (ablativo). Secondo un'altra ricostruzione l'espressione verrebbe non da un errore di trascrizione, ma dalla presenza della forma arcaica di ablativo qui, con valore strumentale, al posto del classico quo, attestata anche nella forma quicum al posto di quocum.

## Espressioni collegate
Nei paesi anglosassoni, la frase lessicalmente simile quid pro quo non è usata per indicare un errore di copiatura, bensì per esprimere il concetto di scambio: "una cosa in cambio di qualcos'altro". Un esempio dell'utilizzo di tale locuzione con questo significato si può trovare nel film "Il silenzio degli innocenti" in cui il Dr. Hannibal Lecter propone all'agente Starling di aiutarla a risolvere il caso in cambio di alcune sue informazioni molto personali. Per indicare questo concetto in Italia, Francia, Portogallo e Spagna si usa l'espressione do ut des.
Le due espressioni, quid pro quo e qui pro quo, pur usate con significati diversi, sembrano aver la stessa origine. Il dizionario Treccani (ad vocem, qui pro quo) riferisce che la seconda di queste forme deriva "probabilmente dal latino quid pro quo, titolo di una sezione che in alcune compilazioni farmaceutiche del tardo Medioevo includeva i medicamenti che si potevano dare in luogo di altri […]".
L'espressione quid pro quo è adoperata da Karl Marx nel Capitale per definire la trasformazione dei prodotti del lavoro in merce.

## Esempio
(Eugenio Montale, Ossi di seppia, 13)